# 한국당과학회
한국당과학회는 탄수화물과 관련된 국내 학술 발전과 기술개발에 기여하고 탄수화물 연구에 종사하는 회원 상호간의 학술 정보 교류와 친목을 도모하며 나아가 이들의 학술과 기술의 진흥으로 산학협동 및 국민생활의 과학화에 이바지함을 목적으로 2006년 12월 8일 설립허가된 대한민국 미래창조과학부 소관의 사단법인이다. 사무실은 대전광역시 유성구 대학로 28, 2017호 (봉명동, 홍인오피스텔)에 있다.